# Hrabia Arundel
Hrabiowie z Arundel 1. kreacji (parostwo Anglii)
- ???? - 1176: William d’Aubigny, 1. hrabia Arundel
- 1176–1193: William d’Aubigny, 2. hrabia Arundel
- 1193–1221: William d’Aubigny, 3. hrabia Arundel
- 1221–1224: William d’Aubigny, 4. hrabia Arundel
- 1224–1243: Hugh d’Aubigny, 5. hrabia Arundel

Hrabiowie z Arundel 2. kreacji (parostwo Anglii)
- 1264–1267: John FitzAlan, 6. hrabia Arundel
- 1267–1272: John FitzAlan, 7. hrabia Arundel
- 1272–1302: Richard FitzAlan, 8. hrabia Arundel
- 1302–1326: Edmund FitzAlan, 9. hrabia Arundel
- 1331–1376: Richard FitzAlan, 10. hrabia Arundel
- 1376–1397: Richard FitzAlan, 11. hrabia Arundel
- 1399–1415: Thomas FitzAlan, 12. hrabia Arundel
- 1415–1421: John FitzAlan, 13. hrabia Arundel
- 1421–1435: John FitzAlan, 14. hrabia Arundel
- 1435–1438: Humphrey FitzAlan, 15. hrabia Arundel
- 1438–1487: William FitzAlan, 16. hrabia Arundel
- 1487–1524: Thomas FitzAlan, 17. hrabia Arundel
- 1524–1544: William FitzAlan, 18. hrabia Arundel
- 1544–1580: Henry FitzAlan, 19. hrabia Arundel
- 1580–1589: Philip Howard, 20. hrabia Arundel
- 1604–1646: Thomas Howard, 21. hrabia Arundel
- 1646–1652: Henry Frederick Howard, 22. hrabia Arundel
- 1652–1677: Thomas Howard, 5. książę Norfolk i 23. hrabia Arundel
- następni hrabiowie Arundel, patrz: książę Norfolk